# Potentilla lomakinii
Potentilla lomakinii är en rosväxtart som beskrevs av Grossheim. Potentilla lomakinii ingår i Fingerörtssläktet som ingår i familjen rosväxter. Inga underarter finns listade i Catalogue of Life.